# Референдум в Швейцарии по зарплатам госслужащих (1933)
Референдум в Швейцарии по зарплатам федеральных чиновников проходил 28 мая 1933 года. Избирателей спрашивали, одобряют ли они федеральный закон о временном снижении заработной платы федеральных чиновников. Федеральный закон был отклонён 55,1% голосов.

## Избирательная система
Референдум по зарплатам госслужащих был факультативным и требовал для одобрения лишь большинство голосов избирателей.

## Результаты
| Выбор                                | Голосов   | %    |
| ------------------------------------ | --------- | ---- |
| За                                   | 411 536   | 44,9 |
| Против                               | 505 190   | 55,1 |
| Пустых бюллетеней                    | 11 164    | –    |
| Недействительных бюллетеней          | 1 959     | –    |
| Всего                                | 929 849   | 100  |
| Зарегистрированных избирателей/ Явка | 1 154,963 | 80,5 |
| Источник: Nohlen & Stöver            |           |      |